# 君に届け (flumpoolの曲)
「君に届け」（きみにとどけ）は、flumpoolのメジャー5枚目のシングル。

## 解説
表題曲は2010年の映画『君に届け』主題歌。
初回生産分には特典DVD「大山田源次郎の桜丘動画劇場 - 2010 夜長月 - 」が、通常盤は期間限定特典として特典DVDに収録のスタジオシーンでレコーディングされている楽曲「Snowy Nights Serenade 〜心までも繋ぎたい〜」（公式ファンクラブPOOLSIDE会員限定発売のDVDシングル）の着うたが同梱される。
MV内の主人公の女の子が思いを寄せ、恋仲となる男子生徒役に現超特急のメンバー草川拓弥が、超特急になる前の子役時代に出演している。MVは日野市立日野第二中学校で撮影された。
ジャケットはMVに出演している人の顔の拡大写真となっており、女の子バージョンと男の子バージョンがある。男の子バージョンが草川とは公表されていないが、PV内でも泣き顔のカットがあるため、草川である可能性は高い。
オリコンチャートにおいて、自身初の2週連続TOP10入りとなった。
2025年7月には、Billboard JAPANのストリーミング集計において、総再生回数が1億回を突破していたことが判明した。

## 収録曲

### CD
全曲 作詞：山村隆太、作曲：阪井一生、編曲：玉井健二・百田留衣
1. 君に届け

  - 東宝系配給映画『君に届け』主題歌
  - テレビ朝日系『スーパーJチャンネル』エンディングテーマ

いままでのflumpoolの曲の中でもキーが高く、ポリープ手術をした山村にとって歌いづらい曲。
ちなみに阪井は「君に届け」の愛読者である。
2. 僕の存在
3. Quville (LIVE at C.C.Lemon Hall)
4. 君に届け (Instrumental)
5. 僕の存在 (Instrumental)

### 初回生産分同梱DVD
阪井一生扮する大山田源次郎が内容紹介をする動画集。
1. LIVE&DOCUMENTARY："Welcome back!!" Days at SETSTOCK'10
2. STUDIO：Recording scenes of the upcoming song
3. Video shoot：Making scenes of Music video「君に届け」
4. Music Video：「君に届け」

## テレビ出演
- CDTV（TBS、2010年9月25日）
- MUSIC STATION3時間スペシャル（テレビ朝日、2010年10月1日）
- ハッピーMusic（日本テレビ、2010年10月1日）
- MUSIC JAPAN（NHK総合テレビ、2010年10月3日）
- 第61回NHK紅白歌合戦（NHK総合テレビ、2010年12月31日）
- 音楽の日（TBS、2020年7月18日）[2]
- CDTVライブ!ライブ!（TBS、2024年4月29日）

## カバー
- Poppin'Party［戸山香澄（愛美）］ - ゲーム『バンドリ! ガールズバンドパーティ!』に収録（2018年10月20日追加[3]）。
- 高木さん（高橋李依） - 『劇場版 からかい上手の高木さん』第4週目エンディングテーマ。2022年7月13日発売のアルバム『「からかい上手の高木さん3&劇場版」Cover Song Collection』および、アルバム『からかい上手の高木さん3&劇場版 Memorial Box』に収録。
- 浪川大輔 - 2022年7月27日発売のアルバム『[Re:collection] HIT SONG cover series feat.voice actors 〜10's-20's EDITION〜』に収録。
- 椎名真昼（石見舞菜香） - テレビアニメ『お隣の天使様にいつの間にか駄目人間にされていた件』第12話エンディングテーマ。2023年3月26日に配信限定シングルとして発売した後、2023年4月19日発売のアルバム『TVアニメ『お隣の天使様にいつの間にか駄目人間にされていた件』Cover Songs』に収録[4]。